# 이즈미시 (오사카부)
이즈미시(일본어: 和泉市)는 일본 오사카부 중남부에 있는 시이다.
이즈미국의 국부가 있던 곳으로 "이즈미정"이라는 이름이 붙여졌고 이후 주변 정촌과 합병해 "이즈미시"가 되었다. 과거에는 전역이 이즈미국 이즈미군에 속했고 국부 외에 고쿠분지와 소샤도 있어 이즈미국의 중심이었던 지역이다.
오사카부의 시 중에서는 인구, 세대 수 모두 근처의 기시와다시에 이어 12번째이다. 특히 1990년대에 들어 눈부신 인구 증가를 기록하여 장래에 단독으로 특례시 승격을 목표로 새로운 도로와 시설의 정비, 여러 가지 서비스 개선에 힘을 쓰고 있다. 면적은 센슈 지역의 지자체 중에서는 사카이시(149.99km2) 다음으로 넓다.

## 지리
오사카부 남서부에 위치하고 남북으로 길쭉한 시역(동서 6.9km, 남북 18.8km)을 형성하고 있다. 총면적은 오사카부의 시 중에서는 다카쓰키시에 이어 5번째로 넓다. 북쪽은 다카이시시, 이즈미오쓰시, 센보쿠군 다다오카정, 서쪽은 기시와다시, 동쪽은 사카이시(니시구·미나미구), 남쪽은 가와치나가노시, 와카야마현 이토군 가쓰라기정과 각각 접한다. 지형은 남고북저로 남부에는 이즈미 산맥이 있고 중부·북부에는 구릉, 평지가 펼쳐져 있다(해발 9.2m~885.7m).

## 역사
- 1889년 4월 1일 - 정촌제 시행으로 이즈미군의 12개 촌이 성립하였다.
- 1896년 4월 1일 - 군의 통합으로 센보쿠군이 성립하였다.
- 1933년 4월 1일 - 하카타촌, 고쿠후촌, 고쇼촌이 합병하면서 정으로 승격해 센보쿠군 이즈미정이 되었다.
- 1956년 9월 1일 - 이즈미정을 포함한 기타이케다촌, 미나미이케다촌, 기타마쓰오촌, 미나미마쓰오촌, 요코야마촌, 미나미요코야마촌이 합병하면서 오사카부의 23번째 시로 승격해 이즈미시가 되었다.
- 1960년 8월 1일 - 센보쿠군 야사다정, 시노다촌을 편입해 현재의 시역이 되었다.

## 교통

### 철도
- 서일본 여객철도 한와선
- 난카이 전기 철도 센보쿠선

### 도로
- 한와 자동차도
- 국도 26호선
- 국도 제170호선 (일본)(일본어판)
- 국도 제480호선 (일본)(일본어판)

## 인구
| 연도 | 인구      | ±% |
| ---- | --------- | -- |
| 1970 | 95,987명  | —  |
| 1975 | 118,237명 | —  |
| 1980 | 124,322명 | —  |
| 1985 | 137,641명 | —  |
| 1990 | 146,127명 | —  |
| 1995 | 157,300명 | —  |
| 2000 | 172,974명 | —  |
| 2005 | 177,856명 | —  |
| 2010 | 184,988명 | —  |
| 2015 | 186,109명 | —  |
| 2020 | 184,495명 | —  |